# Marjorie Dodd
Pour les articles homonymes, voir Dodd.
Marjorie Dodd, née le 14 janvier 1894 à Cincinnati et morte en août 1968, est une joueuse de tennis américaine du  début du XXe siècle.
Elle s'est illustrée au tournoi de Cincinnati, atteignant sept finales en simple et double dames. 

## Palmarès (partiel)

### Titres en simple dames
| No | Date | Nom et lieu du tournoi            | Catégorie | Surface    | Finaliste        | Score    |  |
| -- | ---- | --------------------------------- | --------- | ---------- | ---------------- | -------- |  |
| 1  | 1911 | Cincinnati tournament, Cincinnati |           | Dur (ext.) | Helen McLaughlin | 6-0, 6-2 |  |
| 2  | 1912 | Cincinnati tournament, Cincinnati |           | Dur (ext.) | May Sutton       | Abandon  |  |

### Finales en simple dames
| No | Date | Nom et lieu du tournoi            | Catégorie | Surface    | Vainqueure    | Score         |  |
| -- | ---- | --------------------------------- | --------- | ---------- | ------------- | ------------- |  |
| 1  | 1908 | Cincinnati tournament, Cincinnati |           | Dur (ext.) | Martha Kinsey | 4-6, 8-6, 6-2 |  |
| 2  | 1913 | Cincinnati tournament, Cincinnati |           | Dur (ext.) | Ruth Sanders  | 6-2, 6-3      |  |

### Titres en double dames
| No | Date | Nom et lieu du tournoi           | Catégorie | Surface    | Partenaire    | Finalistes                  | Score         |  |
| -- | ---- | -------------------------------- | --------- | ---------- | ------------- | --------------------------- | ------------- |  |
| 1  | 1906 | Cincinnati tournament Cincinnati |           | Dur (ext.) | May Sutton    | Florence Sutton Lula Belden | 6-3, 3-6, 6-3 |  |
| 2  | 1908 | Cincinnati tournament Cincinnati |           | Dur (ext.) | Martha Kinsey | Adele Kruse Dorothy Kellogg | 6-4, 6-3      |  |

### Finale en double dames
| No | Date | Nom et lieu du tournoi           | Catégorie | Surface    | Vainqueures                         | Partenaire        | Score    |  |
| -- | ---- | -------------------------------- | --------- | ---------- | ----------------------------------- | ----------------- | -------- |  |
| 1  | 1913 | Cincinnati tournament Cincinnati |           | Dur (ext.) | R. Fairbairn Marty Helen McLaughlin | Elizabeth Cleneay | 6-4, 6-4 |  |